# Trinitatis Sogn (Københavns Kommune)
 For alternative betydninger, se Trinitatis Sogn. (Se også artikler, som begynder med Trinitatis Sogn)
Trinitatis Sogn er et sogn i Vor Frue-Vesterbro Provsti (Københavns Stift). Sognet ligger i Københavns Kommune; indtil Kommunalreformen i 1970 lå det i Sokkelund Herred (Københavns Amt). I Trinitatis Sogn ligger Trinitatis Kirke.
Sognet udskiltes i 1660 fra Vor Frue Sogn og det i 1805 nedlagte Sankt Nikolaj Sogn.
I Trinitatis Sogn findes flg. autoriserede stednavne:
- Nørreport Station